# Middle of the Night
 Middle of the Night és una pel·lícula estatunidenca de Delbert Mann estrenada el 1959.

## Argument
A New York, Jerry Kingsley dirigeix una fàbrica de roba. Amb seixanta anys, vidu des de fa un any, Jerry es troba sol. Es fixa llavors en Betty, jove recentment divorciada, que és mecanògrafa en la seva empresa. El vell i la jove dona s‘agafen afecte, i el principal combat de Jerry serà llavors per convèncer el seu proper cercle de la sinceritat del seu amor.

## Repartiment
- Kim Novak: Betty Preisser
- Fredric March: Jerry Kingsley
- Lee Philips: George Preisser
- Glenda Farrell: Mrs. Mueller
- Albert Dekker: Walter Lockman
- Martin Balsam: Jack
- Lee Grant: Marilyn
- Rudy Bond: Gould
- Lee Richardson: Joey Lockman

## Critiques
"Tret d'una obra teatral de Paddy Chayefsky, que va tenir èxit a Broadway, aquesta pel·lícula és un delicat estudi psicològic d'un dolorós cas de consciència. Amb discreció, però eficàcia i vigor, en seqüències punxants, el director ha sabut pintar els moments crucials d'aquest conflicte passional .

La interpretació del quinquagenari, Fredric March, és punyent de veritat. La gràcia dolorosa de Kim Novak, jove ferida, incapaç d'estimar, no és menys convincent."

## Nominacions
- Palma d'Or al Festival Internacional de Cinema de Cannes 1959 per Delbert Mann
- Globus d'Or al millor actor dramàtic 1960 per Fredric March